# Abraham Tal

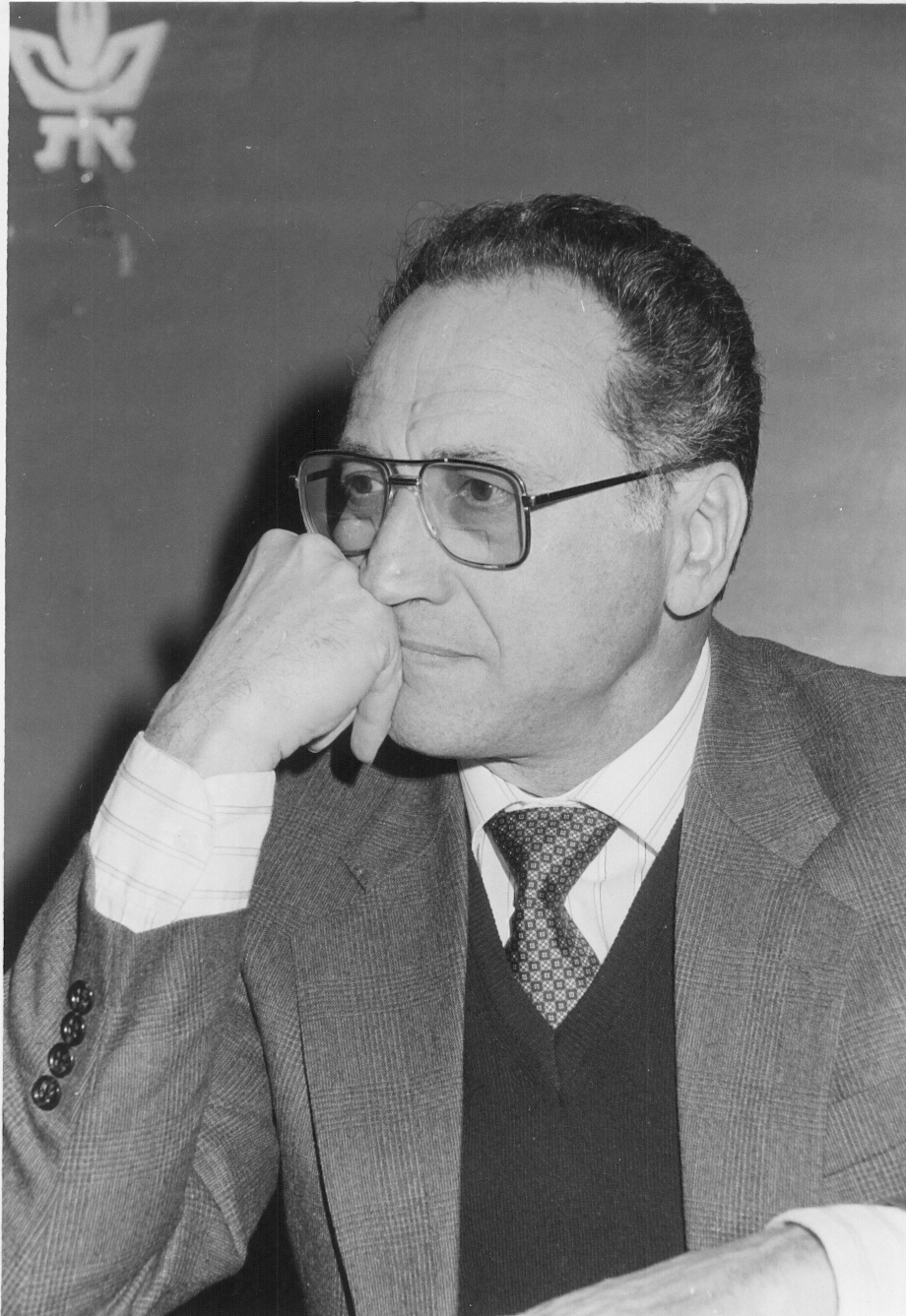
Abraham Tal

Abraham Tal (אברהם טל (Avraham Ṭal), geboren am 1. Juli 1931 als Abraham Rosenthal in Bîrlad im Königreich Rumänien) ist ein israelischer Philologe und einer der weltweit führenden Hebraisten und Aramaisten.

## Leben und Werk
Abraham Tal, der in seiner Geburtsstadt Bîrlad das Gymnasium besuchte und privat bei Meir Stitzmann Hebräisch und jüdische Traditionsliteratur gelernt hatte, schloss sich in Rumänien der zionistischen Jugendorganisation an und wanderte im Jahr 1950 nach Israel ein. Dort arbeitete er zunächst in der Landwirtschaft in Kfar Witkin, einem zu Emek Chefer gehörenden Moschav, und schon bald danach als Lehrer für Tora an Schulen in Yagel und in Zur Mosche. Von 1954 bis 1957 absolvierte er seinen Wehrdienst im Zahal als Notfallsanitäter. Danach arbeitete er wieder als Lehrer, nun in Netanja. Parallel nahm er ein Studium der Bibelwissenschaft und Hebraistik an der Universität Tel Aviv auf, wo er 1962 den Toar Rischon und 1966 den Toar Scheni abschloss, mit einer Arbeit bei Reuven Mirkin. Er promovierte an der Hebräischen Universität in Jerusalem bei Zeev ben-Chayyim zum Targum Jonathan.
Anschließend forschte und lehrte er bis zu seiner Emeritierung im Jahr 2000 an der Universität Tel Aviv, wo er von 1979 bis 1996 auch das Institut für Hebräische Sprache leitete. Zudem war er von 1983 bis 1984 Gastprofessor der Universität Paris und von 1988 bis 1989 Gastwissenschaftler an der Harvard University. Er lehrte 2001 als Gastprofessor an der Universität Sydney und 2013 an der Universität Halle als Gesenius-Gastprofessor.
Seit 1981 ist Tal Mitglied der Akademie für die hebräische Sprache, deren Vizepräsident er von 2005 bis 2009 war. Von 1992 bis 2011 war er Herausgeber des „Historical Dictionary of the Hebrew Language“. Er hat als einer der weltweit führenden Hebraisten und Aramaisten die Entwicklung der Hebraistik im 20. und 21. Jahrhundert maßgeblich geprägt. Mit seinen wegweisenden Arbeiten zu Sprache und Literatur der Samaritaner, sowohl zum Samaritanischen Hebräisch als auch zum Samaritanischen Aramäisch, vertritt er das Erbe von Wilhelm Gesenius, der diesen Wissenschaftszweig im frühen 19. Jahrhundert begründet hatte.

## Auszeichnungen
- 2010 Israel-Preis
- 2013 Ehrendoktorwürde der Theologischen Fakultät Halle[1]

## Publikationen (Auswahl)
- The Samaritan targum of the Pentateuch / ha-Targum ha-shomroni la-torah. Drei Bände,  Tel-Aviv: Tel Aviv University, 1980–1983.
- mit A. D. Crown and R. Pummer: A Companion to Samaritan Studies, Tübingen: J. C.B. Mohr, 1993. ISBN 3161456661
- The Samaritan Pentateuch / Ḥamishah ḥumshe torah lefi nusaḥ Shomron (Der Samaritanische Pentateuch nach der Handschrift 6 der Samaritanischen Synagoge in Nablus). Tel-Aviv: Tel Aviv University, 1994.
- mit R. Pummer: Samaritan Marriage Contracts (with R. Pummer), Wiesbaden: Otto Harrassowitz, 1998. ISBN 3447033169
- A Dictionary of Samaritan Aramaic. Leiden: Brill, 2000. ISBN 90-04-11858-6
- mit M. Florentin: Ḥamishah ḥumshe torah: nusaḥ Shomron ṿe-nusaḥ ha-masorah (The Pentateuch: Samaritan Version and Masoretic Version). Tel Aviv: Tel Aviv University, 2010. ISBN 978-965-7241-43-1
- Samaritan Aramaic. Münster: Ugarit-Verl., 2013. ISBN 978-3-86835-081-4
- Biblia Hebraica Quinta, Band 1: Genesis. Stuttgart: Deutsche Bibelgesellschaft, 2015. ISBN 978-3-438-05261-2
- Tibåt Mårqe: The Ark of Marqe – edition, translation, commentary. Berlin/Boston: de Gruyter, 2019. ISBN 978-3-11-044232-8